# Lawrence Dennis
Lonnie Lawrence Dennis (* 25. Dezember 1893 in Atlanta, Georgia; † 20. August 1977) war ein US-amerikanischer Diplomat, Finanzberater und Autor, der Isolationist war.

## Leben
Dennis’ Mutter war afroamerikanischer Abstammung, sein Vater Weißer. Er wurde von einem Mulattenpaar adoptiert. Als „Mulatto Boy Evangelist“ tourte er, wie Amanda Berry Smith mit einer Show bis nach England. Nach dem Tod seines Vaters reiste er 1901 mit seiner Mutter nach England und lernte Französisch und Deutsch. 1905 kehrten beide zurück und er besuchte die Phillips Exeter Academy.
1915 begann Dennis ein Studium an der Harvard University. Während des Ersten Weltkrieges kommandierte er eine Abteilung der Militärpolizei in Brest, Frankreich, beendete sein Studium 1920 und trat in das Diplomatische Corps ein. Er wurde nach Haiti und ins Königreich Rumänien entsandt.
Unter dem Eindruck der US-Intervention gegen Sandino in Nicaragua quittierte er 1927 den Dienst. Danach fungierte er als Wirtschaftsberater verschiedener Investmentfirmen in Nicaragua, darunter dem Lateinamerikafonds der Seligman-Bankgesellschaft, schuf sich allerdings Feinde, als er 1930 eine Artikelserie gegen Auslandsinvestitionen in The New Republic und The Nation publizierte.

### Große Depression
Auf dem Höhepunkt der Great Depression veröffentlichte er 1932 sein erstes Buch. Darin merkte er an, dass dem Kapitalismus richtigerweise die Totenglocken läuten würden, warnte aber vor schwerwiegenden Gefahren einer Welt ohne dessen positives Vermächtnis. Seine nächsten beiden Bücher beinhalteten bereits seine Vorstellung eines nationalen Faschismus als aufkommender Gesellschaft, die das System ersetzen sollte und die er als eine Revolution gegen das Finanzkapital sah. Er erklärte, dass Franklin D. Roosevelt die auswärtige Kriegsteilnahme zur Überwindung der Wirtschaftskrise forciere, da sein New Deal gescheitert sei, es aber den innerstaatlichen Weg eines new corporatism gebe. Die USA könnten, nach Dennis, ohne Überseeterritorien und zusätzliche Märkte Vollbeschäftigung erreichen. Damit erzeugte er erheblichen Widerstand unter Liberalen wie Max Lerner wie auch bei der Kommunistischen Partei der USA.
Dennis war einige Zeit Editor von The Awakener, gründete bald darauf seine eigene Publikation (Weekly Foreign Letter, 1938–1942) und schrieb für Today's Challenge, das Organ des von Friedrich Auhagen und George Sylvester Viereck gegründeten, pro-NS-deutsche American Fellowship Forum. Bei einem Besuch in Deutschland traf Dennis mit Rudolf Heß zusammen, dem er im Gegensatz zu Joseph Goebbels und Hermann Göring sehr zugetan war.

### Great Sedition Trial
Anfang 1941 begann Roosevelt damit, Justizminister Francis Biddle gegen die Isolationisten bzw. sog. Seditionisten (Aufwiegler) zu positionieren. Eine Serie von Verfahren gegen 30 Publikationen und 26 Organisationen, darunter das America First Committee, wurde in Gang gesetzt, gegen Letzteres sowie die Mainstream-Konservativen aber wieder fallen gelassen.
1944 wurde Dennis im sog. „Great Sedition Trial“ in den USA für sein Buch The Dynamics of War and Revolution sowie wegen Konspiration angeklagt. Zur Last gelegt wurden ihm weiter fünf Zitate in Publikationen des Amerikadeutschen Bundes. Dennis argumentierte, dass es zwar eine Komintern, aber keine „Nazintern“ gebe, da es sich um eine nationale Ideologie handele. Ebenso existiere keine „Fünfte Kolonne“ und somit keine Konspiration. Roosevelt dagegen sei „verwerflich“, ein „skrupelloser Kriegstreiber und Lügner“ sowie „Diener der Kommunisten und Plutokraten“.
Von Dennis organisiert, gelang es der Verteidigung jede einzelne Beschuldigung zu zerlegen und zurückzuweisen. Zwei Richter wurden von der Richterbank entfernt, andere verwarnt. Als die Verteidiger Richter Eichner am 30. November 1944 Kopien einer Rede Senators William Langers (R-North Dakota) vorlegten, die die Entlassung der Angeklagten forderte, verfügte Eichner eine Verfahrenspause und verstarb über Nacht. Das Verfahren endete am 22. November 1946, indem der Richter am U.S. District Court for the District of Columbia die Anklage fallen ließ.
Dem Magazin Life galt Dennis seinerzeit als „faschistischer Autor Nummer eins“. In einer umfassenden Schmierenkampagne wurde er mit Goebbels und Alfred Rosenberg als „Anführer der fünften Kolonne in den USA“ verglichen und bekam nie wieder eine Plattform für seine Ideen in den USA.

### Nachkriegszeit
Roosevelts Bekämpfung der Isolationisten hatte eine Vielzahl von Intellektuellen, Autoren und Aktivisten wie Henry L. Mencken und Lillian Gish beeinträchtigt. Dennis selbst war finanziell und mental ruiniert. Er benannte seinen Weekly Foreign Letter, der kaum 900 Abonnenten hatte und bis zu seinem Tod erschien, in Appeal to Reason um und lebte von Zuwendungen alter Republikaner. Gelegentlich gab er Interviews und schrieb Artikel. 1946 äußerte er, dass „die Eliten Kriege zur Vereinigung gegen fremde Teufel benötigten. Gestern war es Hitler, bald wird es Stalin sein“.
In seinem letzten Buch verabschiedete Dennis sich vom Staatssozialismus als Lösung für die Probleme des Kapitalismus und präferierte Keynes. Er sprach sich für Frieden aus und gegen den „Polizeigarnisons-Staat“.
Später trug er bis zu seinem Tode 1977 eine Afrofrisur.

## Werke
- Is Capitalism Doomed ?. Harper & Brothers Publishers. New York. 1932
- The Coming of American Fascism. Harper & Brothers Publishers. New York. 1936 online
- The Dynamics Of War And Revolution. Eigenpublikation 1940. (1993, Noontide Press)
- St. George, Maximilian; Lawrence Dennis: A Trial on Trial, The Great Sedition Trial of 1944.  National Civil Rights Committee. n.p. 1946
- Operational Thinking for Survival. Colorado Springs. Colorado Springs, Colo.: Ralph Myles, 1969.